# 淀川電車区
淀川電車区（よどがわでんしゃく）は、かつて大阪府にあった日本国有鉄道（国鉄）および西日本旅客鉄道（JR西日本）の車両基地である。

## 概要
1932年から1985年まで、大阪府大阪市都島区中野町の大阪環状線（およびその前身の城東線）桜ノ宮駅の北側にあった初代の淀川電車区と、1985年から、大阪府東大阪市川俣の片町線（学研都市線）放出駅の近くに移転して成立した2代目の淀川電車区の2か所が存在した。

### 本区
1932年片町線四条畷 - 片町間の電車列車運転開始時に、大阪市都島区中野町5丁目、大阪環状線桜ノ宮駅の北側にある淀川駅に隣接して設置され、大阪地区で最も古い電車区であった。片町線および、城東線・西成線（現在の大阪環状線の一部と桜島線）の車両基地として使われており、大阪環状線・片町線ともに当時の車体色が同じオレンジなのは、当初は淀川電車区所属の車両を共用していたからである。
淀川電車区は現在の桜ノ宮リバーシティーや大阪市立総合医療センターの場所で、大阪市電の都島車庫も隣接しており、付近一帯は一大車両基地となっていた。片町線の貨物支線である城東貨物線上にあった巽信号場のデルタ線から分岐していた通称淀川貨物線と、大阪環状線京橋駅北方からの貨物線を介して、両線に繋がっていた。
1960年に淀川電車区森ノ宮派出所（現在の森ノ宮電車区）開設後は主に片町線用車両の基地となり、末期の所属車両は101系・103系のみであったが、クモヤ145に挟まれた381系特急電車が出入りすることもあった。
淀川貨物線からの入出区線は都島消防署付近にあった踏切で分岐していた。この踏切は多数線路があったが、淀川電車区に繋がる一番北側の1線のみ電化されていた。1982年に淀川駅が廃止された後も、淀川電車区は存続したために淀川電車区へ繋がる線路のみ存続していた。また、閉鎖まで環状線との連絡線も存続していた。1985年3月14日に放出派出所に全ての機能を移転し、関西国鉄電化発祥の地である初代淀川電車区も閉鎖された。
当時は、大阪環状線と片町線は淀川電車区を介して線路が繋がっていたが、同電車区廃止後は直接線路は繋がらず、両線の間の車両移動は城東貨物線と東海道本線を介して大迂回しなければならなくなった。貨物列車がディーゼル機関車牽引の城東貨物線が北部だけ電化されているのは、この淀川電車区に出入りするためであった。特に1985年3月14日から1989年3月までは片町線は他の電化路線と直接接続しておらず、城東貨物線を経由しなければ車両工場へ電車を回送することができなかった。
1985年3月14日に都島区から東大阪市に移転し、移転前から組織改組されるまでは淀川電車区放出派出所（よどがわでんしゃくはなてんはしゅつしょ）と名乗っており、派出所だけが存在している状況であった。

### 森ノ宮派出所
大阪府大阪市中央区にあった日本国有鉄道（国鉄）の車両基地。森ノ宮電車区の前身にあたる。

### 京橋派出所
運転士が所属しており、1997年3月8日に京橋電車区として分離された。

## 所属車両に表記されていた略号
所属組織の略号と、淀川の電報略号である「ヨト」から構成されている。
国鉄分割民営化後は、近ヨト（「近」は近畿圏運行本部の意味）で、その後の組織改正により「本ヨト」（「本」は本社直轄の意味）となり、1993年6月に大阪支社が発足して「大ヨト」（「大」は大阪支社の意味）になった。

## 配置車両（現在無配置）
1997年3月7日までは片町線用の207系電車が配置されていたが、JR東西線開業に伴い配置車両は高槻電車区（現在の網干総合車両所明石支所高槻派出所）に転出したため車両無配置となった。

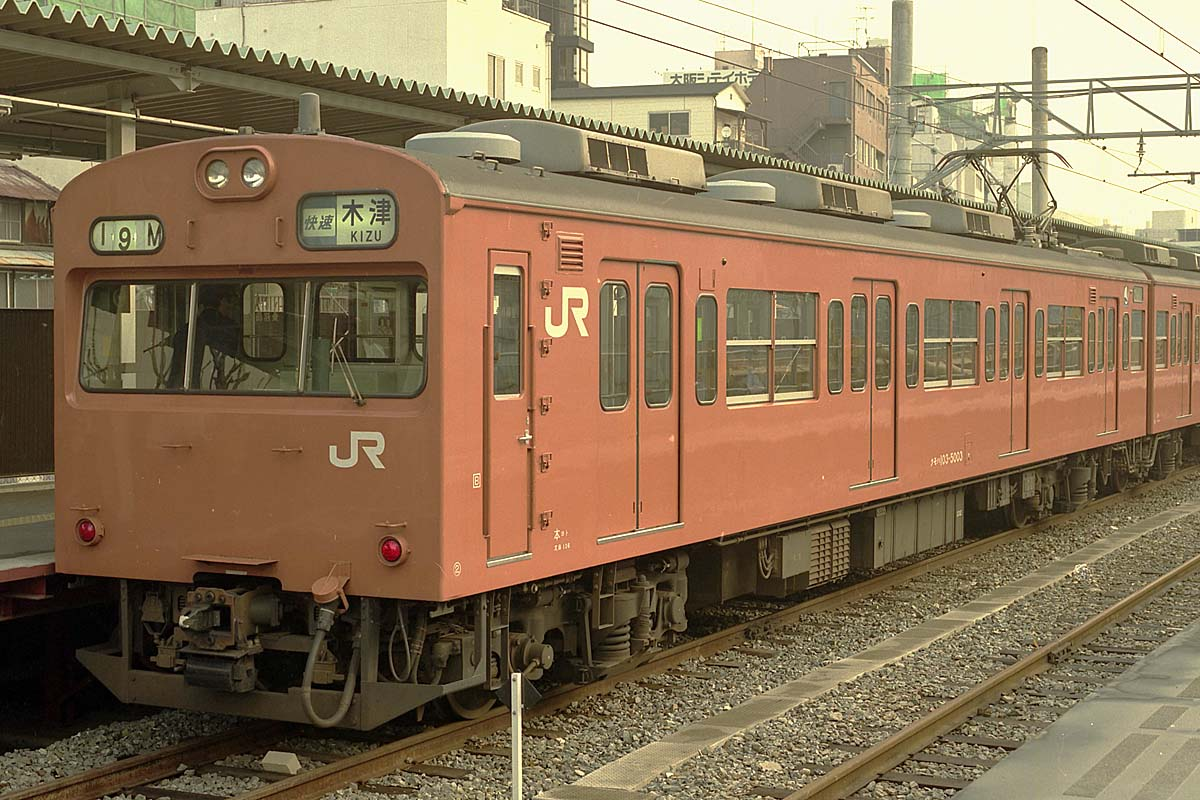
32系電車4扉化改造車のみ
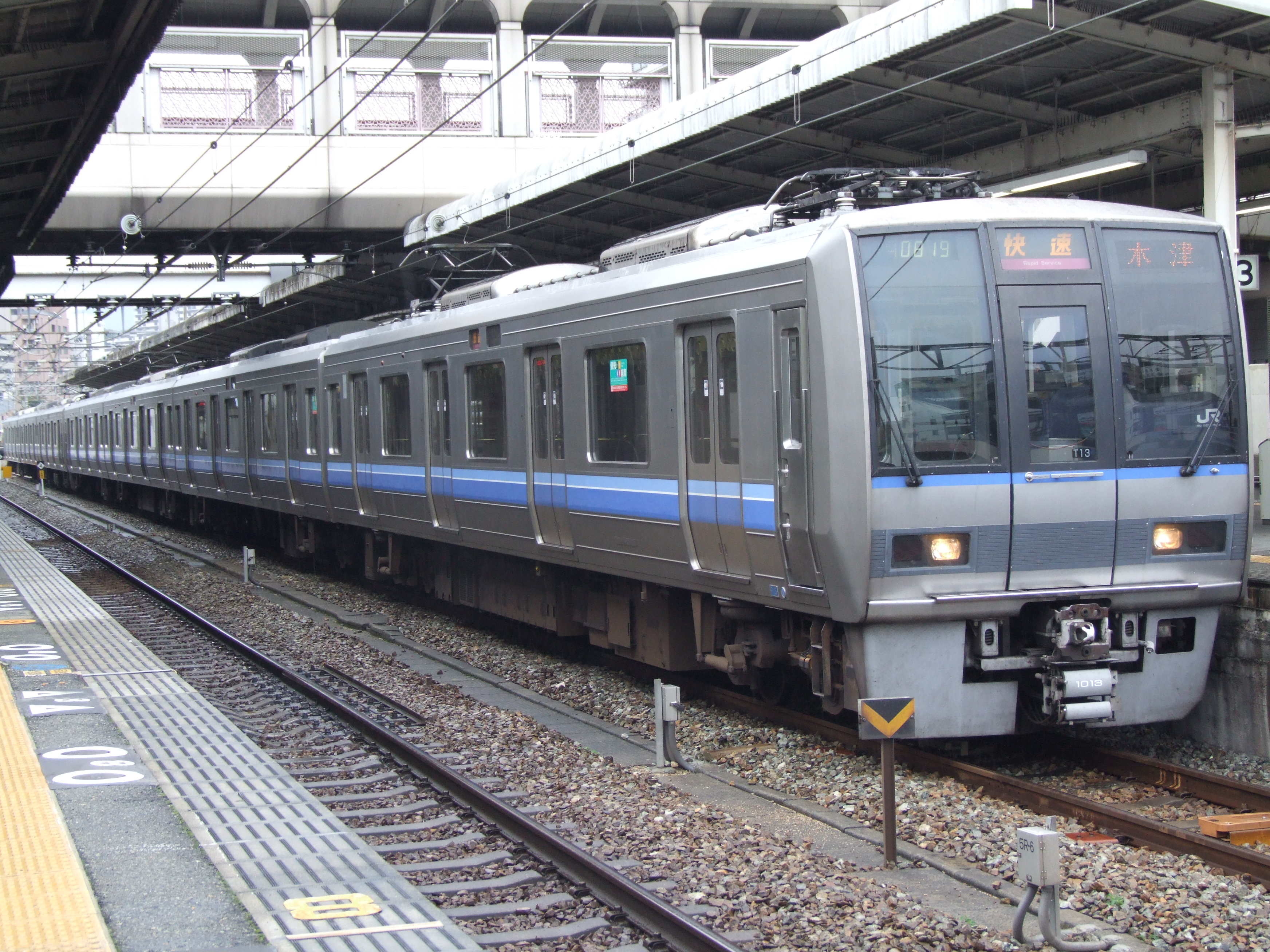
40系電車
- 42系電車4扉化改造車のみ
- 72系電車
- 101系電車
- 103系電車
- 207系電車（1991年1月 - ）
- 145系電車

- 103系
- 207系

## 歴史
- 1932年（昭和7年）10月20日：淀川車庫が開設 。
- 1936年（昭和11年）9月1日：淀川車庫が淀川電車区に改称。
- 1960年（昭和35年）：淀川電車区森ノ宮派出所が開設。
- 1961年（昭和36年）4月1日：森ノ宮派出所が森ノ宮電車区として分離。
- 1985年（昭和60年）3月14日：淀川電車区が大阪市都島区から東大阪市に移転。
- 1987年（昭和62年）4月1日：国鉄分割民営化で西日本旅客鉄道の施設になる。
- 1997年（平成9年）
  - 3月8日：淀川電車区が森ノ宮電車区淀川派出所に[2]、京橋派出所が京橋電車区になる[2]。
  - 9月11日：所属していた最後の207系が高槻電車区に転出[3]。